# Лаптиха (Восточно-Казахстанская область)
Лаптиха (каз. Лаптиха) — упразднённое село на территории Алтайского района (до 2019 года — Зыряновский) Восточно-Казахстанской области Казахстана. Ликвидировано в 1990-е годы.

## Географическое положение
Располагалось в межгорной долине Алтайских гор, на реке Черневая, у подножия горы Маяк (1034 м), в 19 км к северо-востоку от села Быково, в 18 км к востоку от государственной границы Республики Казахстан с Российской Федерацией.
Абсолютная высота — 562 метра над уровнем моря.
Горная местность и нахождение в центре Евразии обуславливает резко континентальный климат с большими сезонными и суточными перепадами температур.

## Население
В 1989 году население села составляло 50 человек. Национальный состав: русские.